# Dominik Furman
Dominik Furman, né le 6 juillet 1992 à Szydłowiec, est un footballeur polonais. Il joue actuellement au poste de milieu axial au Wisła Płock.

## Biographie

### Parcours avec le Legia Varsovie
Membre de la sélection polonaise des moins de vingt ans, Dominik Furman est appelé en fin d'année 2012 pour participer à un stage avec l'équipe de Pologne, composée uniquement de joueurs locaux. Le 14 décembre, il affronte la Macédoine dans un match non officiel.
Le 2 mai 2013, il joue la première manche de la finale de la Coupe de Pologne, qu'il remporte deux à zéro sur le terrain du Śląsk Wrocław.

### Signature à Toulouse
Le 14 janvier 2014, il s'engage pour quatre ans et demi au Toulouse Football Club. Il dispute son premier match de Ligue 1 contre le SC Bastia le 11 février en étant titulaire, pour une défaite trois buts à un à domicile. Sur son premier ballon en Ligue 1, il manque de marquer son premier but en envoyant une tête sur le poteau adverse. 

### Transfert à Wisła Płock
Le 27 juin 2017, il s'engage pour trois ans au Wisła Płock, dans le championnat de Pologne.

## Palmarès
- Vainqueur de la Coupe de Pologne : 2013
- Champion de Pologne : 2013, 2014 et 2016

## Statistiques
| Saison                | Club                  | Championnat           | Championnat | Championnat | Coupe(s) nationale(s) | Coupe(s) nationale(s) | Supercoupe | Supercoupe | Compétition(s) continentale(s) | Compétition(s) continentale(s) | Compétition(s) continentale(s) | Total | Total |
| Saison                | Club                  | Division              | M.          | B.          | M.                    | B.                    | M.         | B.         | Comp.                          | M.                             | B.                             | M.    | B.    |
| 2011-2012             | Legia Varsovie        | Ekstraklasa           | 0           | 0           | 1                     | 0                     | -          | -          | C3                             | 0                              | 0                              | 1     | 0     |
| 2012-2013             | Legia Varsovie        | Ekstraklasa           | 28          | 3           | 6                     | 0                     | 1          | 0          | C3                             | 4                              | 0                              | 39    | 3     |
| 2013-2014             | Legia Varsovie        | Ekstraklasa           | 18          | 0           | 1                     | 0                     | 0          | 0          | C1+C3                          | 11                             | 0                              | 30    | 0     |
| Sous-total            | Sous-total            | Sous-total            | 46          | 3           | 8                     | 0                     | 1          | 0          | -                              | 15                             | 0                              | 70    | 3     |
| 2013-2014             | Toulouse FC           | Ligue 1               | 5           | 0           | 0                     | 0                     | -          | -          | -                              | -                              | -                              | 5     | 0     |
| 2014-2015             | Toulouse FC           | Ligue 1               | 0           | 0           | 0                     | 0                     | -          | -          | -                              | -                              | -                              | 0     | 0     |
| Sous-total            | Sous-total            | Sous-total            | 5           | 0           | 0                     | 0                     | 0          | 0          | -                              | 0                              | 0                              | 5     | 0     |
| 2014-2015             | Legia Varsovie (prêt) | Ekstraklasa           | 10          | 0           | 3                     | 0                     | -          | -          | -                              | -                              | -                              | 13    | 0     |
| 2015-2016             | Legia Varsovie (prêt) | Ekstraklasa           | 14          | 2           | 3                     | 0                     | 1          | 0          | C3                             | 8                              | 0                              | 26    | 2     |
| 2015-2016             | Hellas Vérone (prêt)  | Serie A               | 1           | 0           | 0                     | 0                     | -          | -          | -                              | -                              | -                              | 1     | 0     |
| 2016-2017             | Wisła Płock (prêt)    | Ekstraklasa           | 32          | 3           | 0                     | 0                     | -          | -          | -                              | -                              | -                              | 32    | 3     |
| Sous-total            | Sous-total            | Sous-total            | 25          | 2           | 6                     | 0                     | 1          | 0          | -                              | 8                              | 0                              | 40    | 2     |
| Total sur la carrière | Total sur la carrière | Total sur la carrière | 76          | 5           | 14                    | 0                     | 2          | 0          | -                              | 23                             | 0                              | 115   | 5     |

1. ↑  Jusqu'à janvier 2014.
2. ↑  Jusqu'à janvier 2015.
3. ↑  Jusqu'à janvier 2016.